# M2半履帶車
M2半履帶車（M2 Half Track）是美國在二戰生產的軍用裝甲車輛。

## 歷史
M2半履帶車的設計由美國陸軍軍械兵以雪鐵龍Kégresse半履帶車作評估。此間，陸軍騎兵部隊發現他們的偵察車輛在雨季時由於車重和路面壓力而表現不良。
1938年，懷特汽車公司（White Motor Company）將4輪的M3偵察車改用Timpken半履帶底盤，並把這种型號名為T7半履帶車，但沿用的引擎無法為半履帶驅動系統提供足夠動力，當時的T7被美國陸軍用作火砲牽引車，其後又改用更大動力的引擎並命名為T14。
1940年，美國陸軍正式採用T14並將其更名為M2半履帶車。M2的設計被認為對機械步兵來說有更好的發展空間，於是加裝了更大的車體，這就是M3半履帶車。同年，M2和M3一起投產。陸軍在1943年收到第一輛M2。
陸軍不同的部隊對其使用也不太一樣。砲兵部隊將其作105毫米火砲牽引車和彈藥輸送車。裝甲步兵單位則將其作為機槍火力組的載具或作為偵察車使用。1942年至1943年間，由於戰場需求，美軍把M2及M3半履帶車作大量不同改良，包括車體、武器、引擎及裝甲等。
各型號的M2半履帶車共制造了約13500輛，在租借法案的需求下，凱斯國際公司（International Harvester Company）又生產了約3500輛M9半履帶車（M2衍生型）。

## 使用
第一架正式版本的M2半履帶車在1941年投入戰場，包括菲律賓、北非和歐洲戰場的的美國陸軍及在太平洋沿岸戰場的美國海軍陸戰隊都大量裝備該車。約800輛M2及M9通過租借法案被送往蘇聯。剩下的則交給盟軍，主要是南美諸國裝備。M2系列因為通用性高，在二戰及戰後被不斷升級和改良以延長服役壽命，阿根廷陸軍一直沿用升級版的M9半履帶車至2006年，並把這批M9捐贈給玻利維亞。
1950年6月12日中华民国国防部第四厅呈报部队编制“M2A1半履带车”335台，现有108台。

## 型號

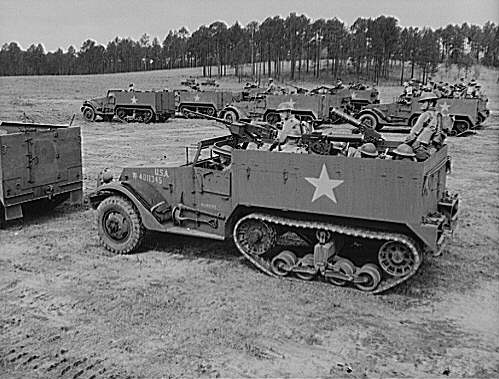
圖中正中間的是M2，左面是M3，M3的車殼比M2較長及較高。

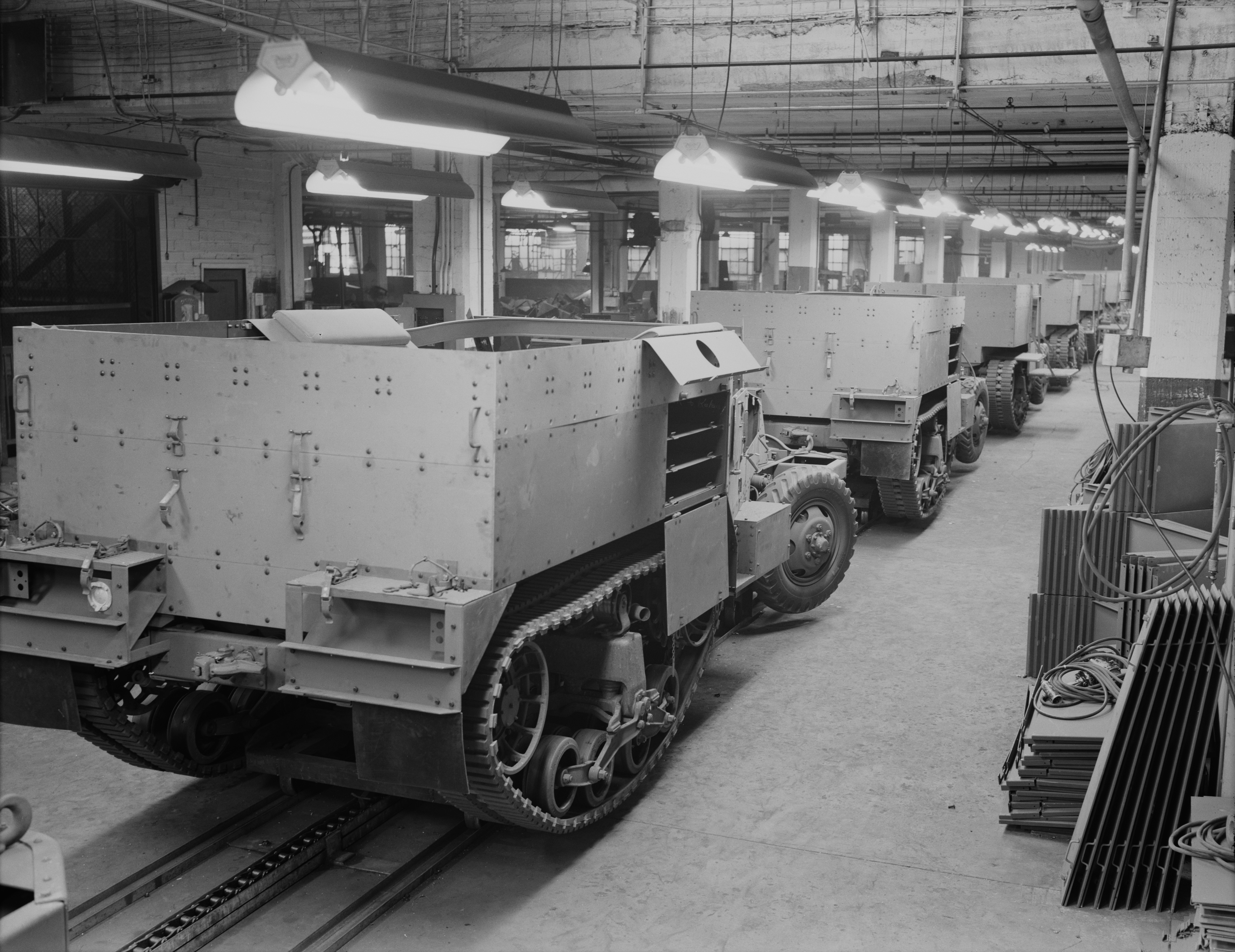
正在生產線上進行生產工序的M2。

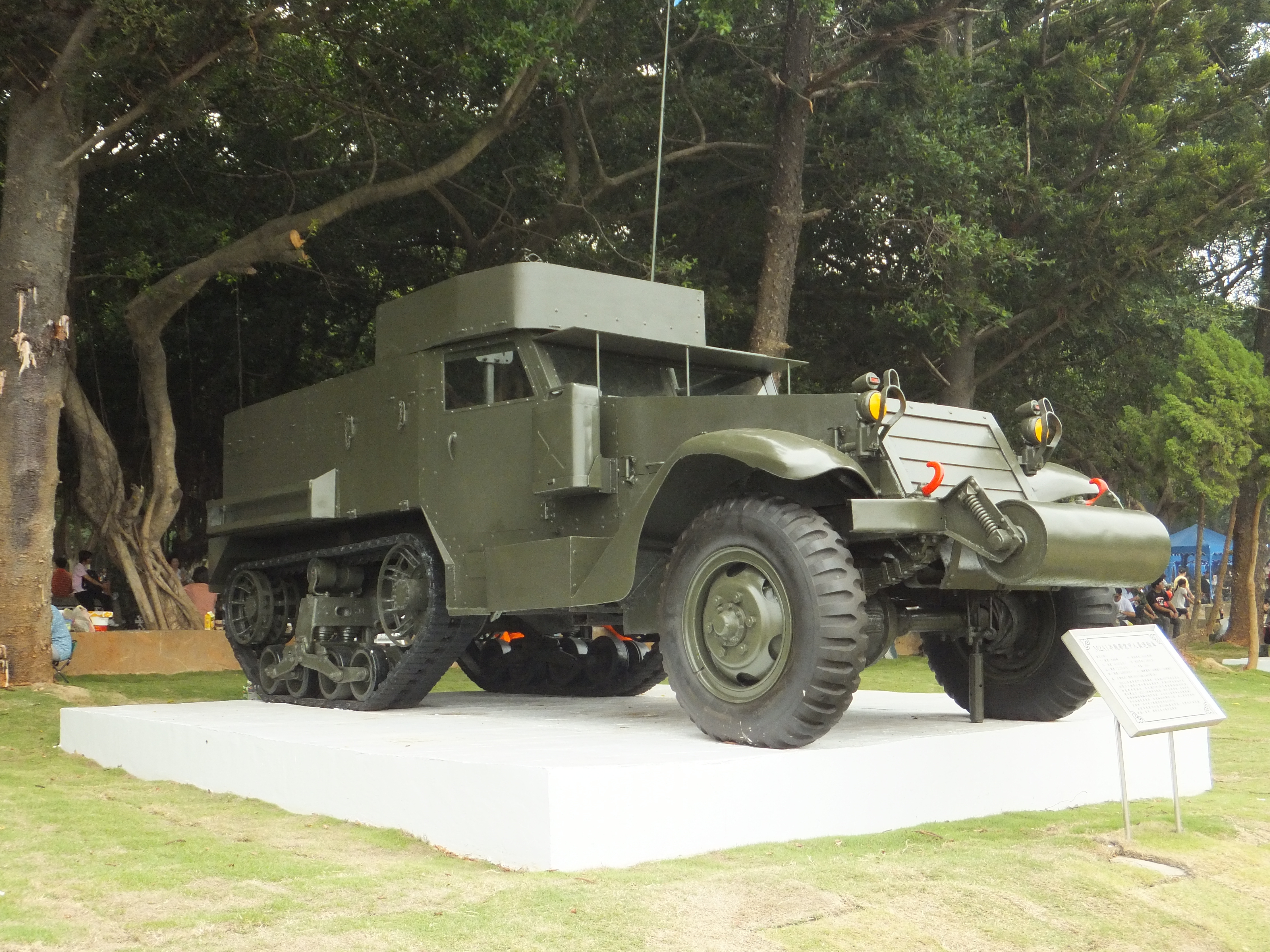
中華民國陸軍使用的M2A1。

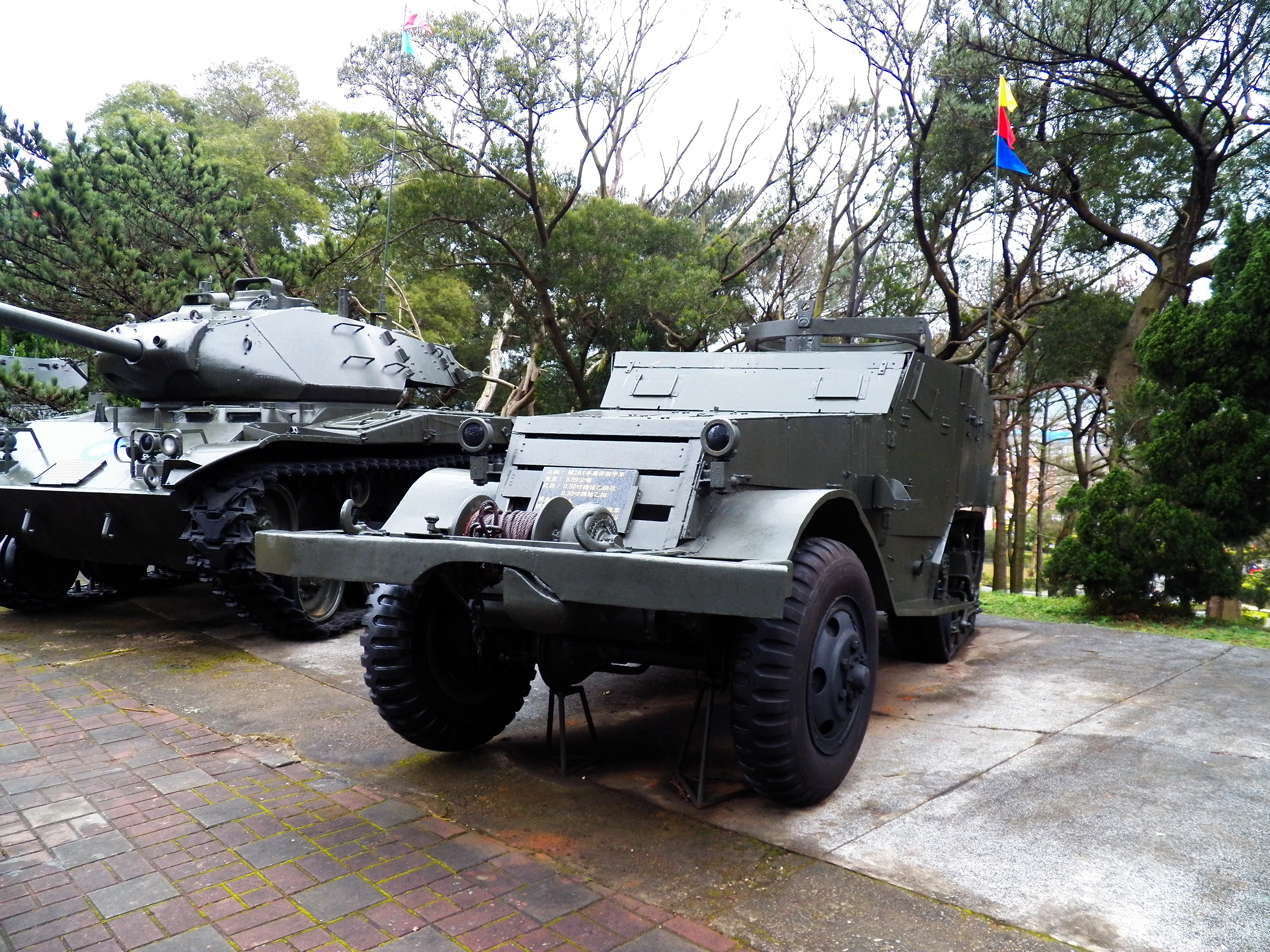
中華民國陸軍使用的M2A1。

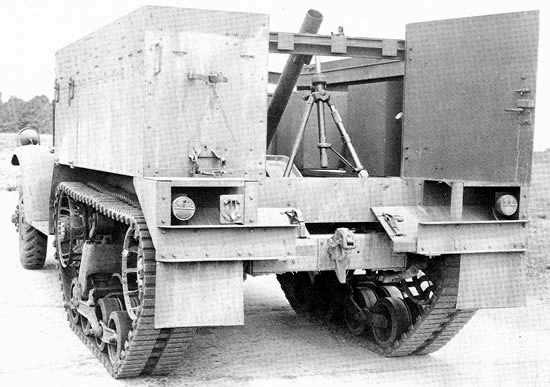
M4自走砲。

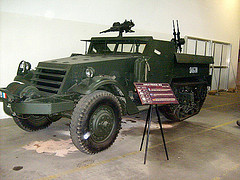
T1E2 MGMC。

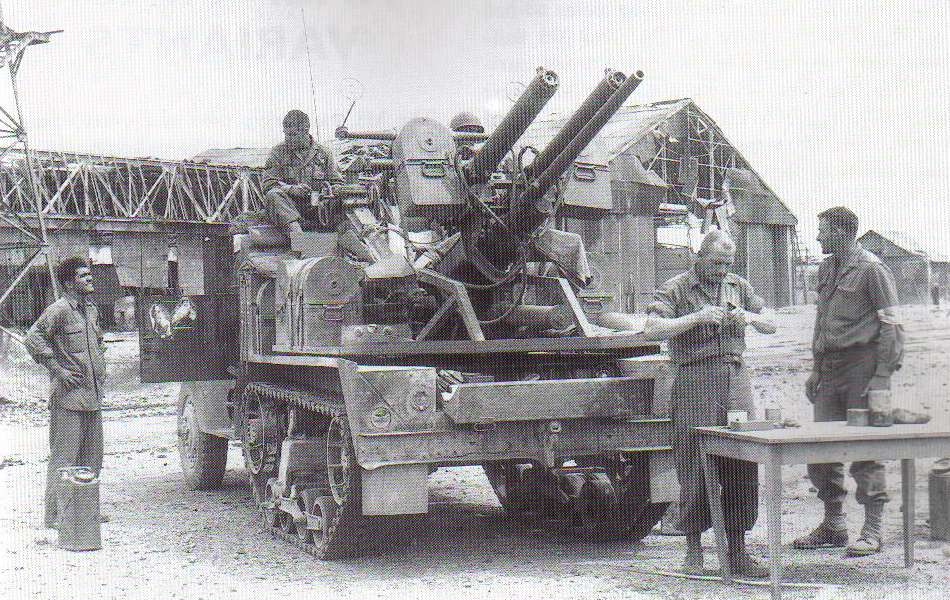
T28E1 CGMC。

### 基本型／偵察型
- M2—原型版本，以懷特半履帶車上裝有懷特160AX引擎而成，對應車用滑冰版，車上裝有白朗寧M2重機槍。
  - M2E5/M9—凱斯國際公司生產的版本，沒有尾門，改用較長車殼，外型與M5相似但內部設計不同。
    - M9A1—以M9改成，裝有M49機槍及尾門。

  - M2E6/M2A1—把原本位於正中間的M49機槍座改為前座駕駛席右邊，再加裝三把 .30口徑機槍在車體中間位置及車殼左和右邊。

### 自走炮型
- M4/M4A1 81mm MMC—以M2加裝81毫米M1迫擊砲，一般需把迫擊砲拆下發射，但緊急時可在車內發射，M4A1是把迫擊砲固定在車內的版本。
- M2 w/M3 37mm—美國陸軍機械化步隊的版本，裝有37毫米M6反戰車砲，部份型號改用37毫米M3反坦克炮，這批使用37公釐反戰車砲的M2為美軍第一代驅逐戰車。

### 防空型
- T1E1—沒有投產，只有試驗型，以M2在車體中間位置加裝雙聯裝M2防空機槍，其Bendix雙聯裝機槍座的設計不符合要求。
  - T1E2—以T1E1改用Maxon M33雙聯裝機槍座，與T1E4相似。
  - T1E3—只有試驗型，以T1E1/E2改用B-17轟炸機的Martin雙聯裝機槍座，但因其設計過於複雜及過大沒有投產。
- T28 CGMC—以M2車體裝有37毫米M1A2自動防空炮及兩把M2重機槍，車殼兩側及後面被拆除以堤供更多空間操作武器，這種設計在1942年取消，但又在同年重新啟用在更長車殼的M3半履帶車上，名為T28E1，後更名為M15。
- T10—用於加裝美國仿制的希斯潘諾（Hispano-Suiza）HS.404 20毫米防空炮的試驗型，採用馬克森炮座，這種設計最終用於M3半履帶車的衍生型T10E1上。